# Zhari Namco
Zhari Namco (kinesiska: Zhari Nanmucuo, 扎日南木错) är en sjö i Kina. Den ligger i den autonoma regionen Tibet, i den sydvästra delen av landet, omkring 550 kilometer väster om regionhuvudstaden Lhasa. Omgivningarna runt Zhari Namco är i huvudsak ett öppet busklandskap.
Genomsnittlig årsnederbörd är 537 millimeter. Den regnigaste månaden är juli, med i genomsnitt 133 mm nederbörd, och den torraste är december, med 10 mm nederbörd.